# Ngawa
Ngawa pron. tibetana [ŋɑ̀wɑ̀] (en tibetano: རྔ་བ, wylie: rnga ba, ZWPY: Ngawa) también conocida por su nombre chino Aba (en chino, 阿坝; pinyin, Ābà) es un pueblo que se administra como poblado, sede del condado homónimo bajo la administración directa de la prefectura autónoma de Ngawa. Se ubica en la provincia de Sichuan, centro-sur de la República Popular China. Su área es de 511 km² y su población total para 2017 fue más de 10 mil habitantes.
Hay 37 monasterios de monjes y monjas practicantes del budismo tibetano en la zona. El más importante es el de Kirti Gompa, fundado en 1472, en el que residen unos 2500 monjes. En la ciudad se han producido numerosas autoinmolaciones de monjes como forma de protesta contra el gobierno chino, desde que se inmolara el monje Tapey el 27 de febrero de 2009.

## Administración
El poblado de Ngawa se divide en una zona urbana llamada Distrito social Ngawa y siete aldeas rurales, las cuales están enumeradas del 1 al 7.

## Toponimia
Hay varias opiniones sobre el origen y significado de "Ngawa", pero la mayoría se adhiere a la siguiente explicación; se cree que el nombre se formó hace más de 1200 años durante el Imperio tibetano, después de que el emperador Songtsen Gampo anexó esta región, la gente Ngari del interior del Imperio se mudó a la zona y se estableció en busca de nuevas oportunidades, fue conocida como Ngariwa (región desarrollada por los Ngari) con el tiempo, el apócope "Ngawa" se utilizó como topónimo local.
La forma Aba es es la transliteración del nombre tibetano al chino, pero la pronunciación difiere, esto se debe a la dificultad que tienen los sinohablantes de reproducir algunos sonidos como el caso de la "R" que tienden a cambiar por la "L", entre otros. 'A' (阿) se refiere a los Ngari que en chino es Ali (阿里), mientras 'Ba' (坝) es una forma fonética cercana para Wa/Va.

## Historia
En 1958 la zona se estableció como la villa Zhichenguan (置城关乡), ya en 1961 fue elevada a poblado y en 1982 fue bautizada como Ngawa. En 1985 se fusionó con la villa Cangfeng (藏锋乡, lit: frente tibetano) punto de monasterios importantes.
El 8 de junio de 2020, el gobierno de la provincia de Sichuan revocó las villas Wa'erma (哇尔玛乡) y Yuanhezhi (原河支乡), y las anexó al poblado Ngawa. 

## Economía
Debido a que la mayoría de su terreno es rural, la economía se basa en actividades del campo. La agricultura y la cría de animales como ganado, caballos y ovejas son la base de su economía. Las empresas de la región incluye la madera, el cuero y tejidos de lana como alfombras. El turismo representa un rubro importante por sitios históricos como monasterios y una mezquita.